# Aljaksandr Babtschyn
Aljaksandr Babtschyn (belarussisch Аляксандр Бабчын, russisch Александр Викторович Бабчин/Alexander Wiktorowitsch Babtschin; * 14. Oktober 1986 in Belorezk-16, Baschkirische ASSR, Russische SFSR, Sowjetunion) ist ein russischer und vormalig belarussischer Biathlet.

## Karriere
Aljaksandr Babtschyn gab sein internationales Debüt zum Auftakt der Saison 2011/12 in Östersund im IBU-Cup, wo er in einem Sprint 22. wurde und sogleich erstmals Punkte gewann. Eine Woche später folgte an selber Stelle auch das Debüt im Biathlon-Weltcup, bei dem der Belarusse 73. eines Einzels wurde. Zwei Tage später gewann er als 37. des Sprints erstmals Weltcuppunkte. Auf der nächsten Weltcup-Station in Hochfilzen kam Babtschyn an der Seite von Sjarhej Nowikau, Uladsimir Aljanischka und Jauhen Abramenka zu seinem ersten Staffelrennen im Weltcup, bei dem er Achter wurde. In Kontiolahti verbesserte er seine Bestleistung bei einem Sprintrennen auf den 24. Platz. Höhepunkt der Saison war die Teilnahme an den Weltmeisterschaften in Ruhpolding, den Winter schloss er als 78. der Gesamtwertung ab. Seine gute Form konnte Babtschyn nicht mit in die Folgesaison nehmen, mit teils unterdurchschnittlichen Laufzeiten gelang dem Weißrussen im gesamten Winter kein Punktgewinn. Trotzdem wurde er erneut für die Weltmeisterschaften nominiert, wo er als Sprint-44. immerhin sein bestes Saisonergebnis erzielte.
Seit 2016 startet Babtschyn unregelmäßig für sein Geburtsland Russland im Sommerbiathlon. Seinen bislang letzten Auftritt hatte er 2021 in Nové Město na Moravě, wo er Platzierungen unter den besten 10 in Supersprint, Sprint und Verfolgung knapp verpasste.

## Statistiken

### Biathlon-Weltcup-Platzierungen
Die Tabelle zeigt alle Platzierungen (je nach Austragungsjahr einschließlich Olympische Spiele und Weltmeisterschaften).
- 1.–3. Platz: Anzahl der Podiumsplatzierungen
- Top 10: Anzahl der Platzierungen unter den ersten zehn (einschließlich Podium)
- Punkteränge: Anzahl der Platzierungen innerhalb der Punkteränge (einschließlich Podium und Top 10)
- Starts: Anzahl gelaufener Rennen in der jeweiligen Disziplin
- Staffel: inklusive Mixed- und Single-Mixed-Staffeln

| Platzierung               | Einzel | Sprint | Verfolgung | Massenstart | Staffel | Gesamt |
| ------------------------- | ------ | ------ | ---------- | ----------- | ------- | ------ |
| 1. Platz                  |        |        |            |             |         |        |
| 2. Platz                  |        |        |            |             |         |        |
| 3. Platz                  |        |        |            |             |         |        |
| Top 10                    |        |        |            |             | 4       | 4      |
| Punkteränge               |        | 2      | 1          |             | 9       | 12     |
| Starts                    | 4      | 15     | 4          |             | 9       | 32     |
| Stand: Saisonende 2012/13 |        |        |            |             |         |        |

### Biathlon-Weltmeisterschaften
Ergebnisse bei den Weltmeisterschaften:
| Weltmeisterschaften | Weltmeisterschaften | Einzelwettbewerbe | Einzelwettbewerbe | Einzelwettbewerbe | Einzelwettbewerbe | Staffelwettbewerbe | Staffelwettbewerbe | Staffelwettbewerbe |
| Jahr                | Ort                 | Einzel            | Sprint            | Verfolgung        | Massenstart       | Herrenstaffel      | Mixedstaffel       |                    |
| ------------------- | ------------------- | ----------------- | ----------------- | ----------------- | ----------------- | ------------------ | ------------------ | ------------------ |
| 2012                | Ruhpolding          | 44.               | 66.               | –                 | –                 | 11.                | –                  |                    |
| 2013                | Nové Město          | 76.               | 44.               | 54.               | –                 | 14.                | –                  |                    |